# Jürgen Gneveckow

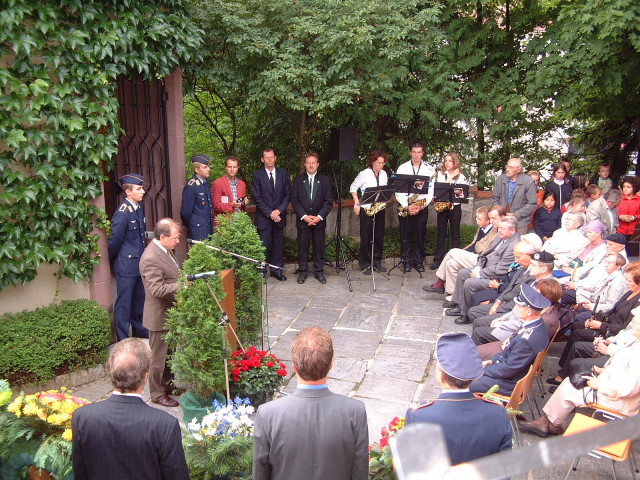
Gedenkfeier zum Attentat vom 20. Juli 1944 in Lautlingen im Jahr 2005; Jürgen Gneveckow am Rednerpult

Jürgen Gneveckow (* 1952 in Tailfingen, heute Stadtteil von Albstadt) ist ein deutscher Politiker der CDU. Er war von 1999 bis 2015 Oberbürgermeister der Stadt Albstadt.

## Beruflicher Werdegang
Nach dem Abitur studierte Gneveckow Volks- und Betriebswirtschaftslehre an den Universitäten Regensburg und Freiburg und schloss sein Studium 1977 als Diplom-Betriebswirt und Diplom-Volkswirt ab. Zwischen 1978 und 1982 promovierte er in Regensburg, parallel arbeitete er bis 1985 als Assistent und Akademischer Rat an der Universität Passau. 1985 begann er eine beratende Tätigkeit im Bundeskanzleramt und wechselte 1987 in das Bundesumweltministerium, Bereich Internationale Umweltpolitik. Von 1993 bis 1996 wurde er als Nationaler Experte in die Generaldirektion Umwelt der Europäischen Kommission in Brüssel abgeordnet.

## Amtszeiten als Bürgermeister
1999 erfolgte seine Wahl zum Oberbürgermeister von Albstadt. 2007 wurde Gneveckow mit knapp 65 Prozent der Stimmen wiedergewählt. Die Amtszeit endete am 31. Mai 2015.
2015 bewarb sich Gneveckow erneut bei der Bürgermeisterwahl. Im ersten Wahlgang lag Gneveckow nur knapp vor Klaus Konzelmann (Freie Wähler), der sich nicht offiziell beworben hatte und deshalb von den Wählern mit vollem Namen und Anschrift auf den Stimmzetteln notiert werden musste. Beide Kandidaten verfehlten die absolute Mehrheit, so dass ein zweiter Wahlgang notwendig wurde. Im zweiten Wahlgang unterlag Gneveckow deutlich mit 38,3 Prozent gegenüber 60,2 Prozent seines Mitbewerbers. Die Umstände der Wahl lösten ein überregionales Medienecho aus. Ende April kündigte Gneveckow an, für den Rest seiner Amtszeit „reichlich Freizeitausgleich“ zu nehmen und sich am 13. Mai von den Mitarbeitern der Stadt zu verabschieden.

## Kreistagsmandate
Gneveckow war von 1999 bis 2015 Mitglied des Kreistages und wurde zuletzt 2014 wiedergewählt. Er gehörte dort dem Verwaltungs- und Finanzausschuss an. Gneveckow stand 2005 im Kreistag wegen eines Gutachtens in der Kritik, das durch die Stadt Albstadt finanziert und auf einer CDU-Veranstaltung veröffentlicht werden sollte.
Am 30. April 2015 stellte Gneveckow in der letzten von ihm geleiteten Sitzung des Gemeinderats Albstadt seinen Rückzug aus dem Kreistag in Aussicht und beantragte vier Tage später sein Ausscheiden. In der darauffolgenden Sitzung des Kreistages am 6. Juli 2015 wurde ein Nachrücker vereidigt, Gneveckow selbst nahm an der Sitzung nicht teil.

## Sonstiges
Gneveckow war zeitweise Mitglied im Kreditausschuss sowie stellvertretender Vorsitzender des Verwaltungsrates der Sparkasse Zollernalb.
Gneveckow ist verheiratet und hat zwei Kinder.

## Veröffentlichungen
- Jürgen Gneveckow: Zur Sozialpolitik der industriellen Unternehmung: Theoretische Analyse der Zusammenhänge und der Auswirkungen. Passavia-Universitäts-Verlag, Passau 1982.
- Jürgen Gneveckow: Umweltpolitik am Baikalsee: Bestandsaufnahme, Taxonomie der Umweltprobleme und Entwicklungslinien für ein Handlungsprogramm. In: Deutsche Gesellschaft für Osteuropakunde (Hrsg.): Osteuropa: Interdisziplinäre Monatszeitschrift zur Analyse von Politik, Wirtschaft, Gesellschaft, Kultur und Zeitgeschichte in Osteuropa, Ostmitteleuropa und Südosteuropa (= 42. Jahrgang). Berlin Verlag Arno Spitz, Berlin 1992.
- Jürgen Gneveckow: Umweltpolitik in Mittel- und Osteuropa – der Prozeß „Umwelt für Europa“: Beschreibung, Bewertung und perspektivische Betrachtung. In: Deutsche Gesellschaft für Osteuropakunde (Hrsg.): Osteuropa: Interdisziplinäre Monatszeitschrift zur Analyse von Politik, Wirtschaft, Gesellschaft, Kultur und Zeitgeschichte in Osteuropa, Ostmitteleuropa und Südosteuropa (= 46. Jahrgang). Berlin Verlag Arno Spitz, Berlin 1996.